# Граммендорф
Граммендорф (нім. Grammendorf) — громада в Німеччині, розташована в землі Мекленбург-Передня Померанія. Входить до складу району Передня Померанія-Рюген. Складова частина об'єднання громад Рекніц-Требельталь.
Площа — 35,96 км2. Населення становить 533 ос. (станом на 31 грудня 2020).